# 高田周平
高田周平（1985年6月3日—），日本前职业棒球运动员。出生于兵库县西宮市。现为阪神虎队打击投手。
曾就读于關西創價中学校、創價大學。2008年加入职业棒球信浓Grandserows，2010年转投阪神虎，2012年退役。